# Мюррей, Кэмми
Ро́берт Кэ́мерон Мю́ррей (англ. Robert Cameron Murray; 20 июня 1944, Белсхилл, Ланаркшир — 19 февраля 2025) — шотландский футболист и футбольный тренер, играл на позиции левого защитника. Младший брат Джорджа Мюррея.

## Биография

### Игровая карьера
В 1962 году Мюррей присоединился к клубу «Сент-Миррен», за который дебютировал в матче с «Хибернианом» (3:3). За 10 лет своей карьеры в составе «святых» Мюррей сыграл во всех турнирах 417 матчей, но не забил ни одного гола. 
Мюррею принадлежит один из уникальных рекордов клуба. В период с августа 1962 по апрель 1967 года Мюррей сыграл подряд в чемпионате 170 матчей. Помимо этого, с августа 1964 по апрель 1967 года он сыграл во всех турнирах 131 матч, что является клубным рекордом.
В 1972 году перешёл в «Мотеруэлл», за который сыграл 9 матчей и забил 1 гол. По окончании сезона перешёл в «Арброт», в котором отыграл пять следующих сезонов и в 1978 году закончил карьеру.

### Тренерская карьера
С 1982 по 1983 год Мюррей работал помощником главного тренера «Данфермлин Атлетик» Тома Форсайта. 
Затем работал в системе «Мотеруэлла» тренером молодёжной и резервной команды, а также работал в тренерском штабе до 1994 года. Помимо этого, он был скаутом «сталеваров» и среди игроков, которых он привлёк в команду был Фил О’Доннелл.

### Семья
Старший брат Кэмми Джордж (род. 1942) играл в футбол на профессиональном уровне за «Мотеруэлл» и «Абердин».

### Смерть
Скончался 19 апреля 2025 года в возрасте 80 лет.